# Boss General Catalogue
General Catalogue (někdy Boss General Catalogue) je astronomický katalog hvězd seřazených a očíslovaných podle rektascenze. Sestavil ho americký astronom Benjamin Boss a vydala Carnegie Institution of Washington, D.C. v roce 1936. Celkem čítá 33 342 hvězd jasnějších než 7 m, u kterých je uvedena hvězdná velikost, nebeské souřadnice, zdánlivý pohyb po obloze, spektrální třída, typ hvězdy a radiální rychlost.